# Ruleta (curva)
En matemática, una ruleta[cita requerida] o curva cíclica se denomina a la curva plana que describe la trayectoria de un punto, vinculado a una curva generatriz C1, que rueda sobre otra curva directriz C2, tangencialmente, sin deslizamiento. Tanto C1 como C2 son curvas planas.
Si la curva generatriz C1 (la que rueda) es una circunferencia, se denomina ruleta cicloidal.

## Familia de ruletas cicloidales

Cicloide.

- Cicloide: La circunferencia C1 rueda sobre una recta (C2)
  - Cicloide normal: El punto móvil se halla sobre la circunferencia que rueda.
  - Trocoide: El punto móvil no se halla sobre la circunferencia que rueda.
    - Trocoide alargada: El punto generador es exterior a la circunferencia que rueda.
    - Trocoide acortada: El punto generador es interior a la circunferencia que rueda.
- Epicicloide: La circunferencia C1 rueda sobre el exterior de otra circunferencia (C2)
  - Epicicloide normal: El punto generador se halla sobre la circunferencia que rueda.
  - Epitrocoide: El punto generador se halla sobre un radio (o su prolongación) de la circunferencia que rueda.
    - Epitrocoide alargada: El punto generador es interior a la circunferencia que rueda.
    - Epitrocoide acortada: El punto generador es exterior a la circunferencia que rueda.
- Hipocicloide: La circunferencia C1 rueda sobre el interior de otra circunferencia (C2)
  - Hipocicloide normal: El punto generador se halla sobre la circunferencia que rueda.
  - Hipotrocoide: El punto generador no se halla sobre la circunferencia que rueda.
    - Hipotrocoide alargada: El punto generador es interior a la circunferencia que rueda.
    - Hipotrocoide acortada: El punto generador es exterior a la circunferencia que rueda.

También son curvas cíclicas: 
- Evolvente de la circunferencia.
- Pericicloide.

## Definición matemática
Una curva cíclica puede definirse mediante dos ecuaciones intrínsecas:

{\displaystyle \left[1\right]\quad R_{c}^{2}+\omega ^{2}s^{2}=\omega ^{2}A^{2}}
{\displaystyle \left[2\right]\quad s=A\sin(\omega \phi )\,}
donde {\displaystyle R_{c}\,} representa el radio de curvatura y {\displaystyle s\,} la abscisa de la curva:
{\displaystyle \omega =1\,} : cicloide (A = 4 veces el radio del círculo de rodadura)
{\displaystyle 0<\omega <1\,} : epicicloide ({\displaystyle \omega ={\frac {a}{a+2b}},A={\frac {4b(a+b)}{a}}\,} (donde está el radio del círculo base, b del círculo de rodadura)
{\displaystyle \omega >1\,} : hipocicloide ({\displaystyle \omega ={\frac {a}{a-2b}},A={\frac {4b(a-b)}{a}}\,} (donde está el radio del círculo base, b del círculo de rodadura).